# Dan James Marlowe
Pour les articles homonymes, voir Marlowe.
Dan James Marlowe, né le 10 juillet 1914 à Lowell dans le Massachusetts et mort le 22 juillet 1986 à Tarzana, quartier de Los Angeles en Californie, est un écrivain américain de roman policier.

## Biographie
Dan J. Marlowe se met à l’écriture assez tard, en 1957, après la mort de sa femme l’année précédente. Il publie tout d’abord différentes nouvelles dans des magazines sous son nom ou sous le pseudonyme de Jaime Sandaval. Son premier roman, Doorway to Death, paraît deux ans plus tard. Il crée le personnage de Johnny Killain, détective privé new-yorkais. Il apparaît dans cinq romans.
En 1962, il publie The Name of the Game Is Death, début d’une série avec Earl Drake, braqueur de banque, histoire de deux cambrioleurs de banques. Ce roman donne l’occasion à Dan J. Marlowe de faire la connaissance d’Albert Frederick Nussbaum (en), un de ses admirateurs, lui-même condamné à 40 ans de prison pour plusieurs hold-up. Conseillé par Marlowe, Nussbaum se mettra à l’écriture et après sa libération écrira de nombreux romans noirs.
Dans les années 1980, il écrit plusieurs romans sportifs, The Comeback, Sixth Man, Game Day…
Il aurait, en 1971, écrit plusieurs romans érotiques et pornographiques sous son pseudonyme Jaime Sandaval ou sous des anagrammes de son nom. Marlowe n’a pas revendiqué ces romans.
Marlowe est conseiller municipal et maire pro tempore d’Harbor Beach dans le Michigan. En 1977, il est frappé d’amnésie mais peut continuer son activité d’écrivain. Il meurt d’une insuffisance cardiaque en 1986.

## Œuvre

#### SérieEarl Drake
1. Jeu de quilles, Serie noire, 1963 ((en) The Name of the Game Is Death, 1962)(autre titre ang Operation Overkill)
2. L'Heure interminable, Serie noire, 1970 ((en) One Endless Hour, 1969)(autre titre ang Operation Endless Hour)
3. (en) Operation Fireball, 1969
4. (en) Operation Flashpoint, 1970(autre titre ang Flashpoint)
5. Décarrade aux Bahamas, Serie noire, 1972 ((en) Operation Breakthrough, 1971)
6. (en) Operation Drumfire, 1972
7. (en) Operation Checkmate, 1972
8. (en) Operation Stranglehold, 1973
9. (en) Operation Whiplash, 1973
10. (en) Operation Hammerlock, 1974
11. (en) Operation Deathmaker, 1975
12. (en) Operation Counterpunch, 1976

#### SérieJohnny Killain
1. (en) Doorway to Death, 1959
2. (en) Killer with a Key, 1959
3. (en) Doom Service, 1960
4. (en) The Fatal Frails, 1960
5. Blilzkrieg, Serie noire, 1963 et 1980 ((en) Shake a Crooked Town, 1961)

#### Autres romans
- Comme à confesse, Serie noire, 1963 ((en) Blackfire, 1962)
- Le muscle, Serie noire, 1965 ((en) Strongarm, 1962)
- Never Live Twice, (1964)
- Death Deep Down, (1965)
- Frac sans fric, Serie noire, 1967 ((en) Four for the Money, 1966)
- Sus aux sangsues !, Serie noire, 1967 et 1982 ((en) The Vengeance Man, 1966)
- Route of the Red Gold, (1967)
- The Raven Is a Blood Red Bird, avec William C. Odell, (1967)
- Guerrilla Games, (1982), signé Gar Wilson
- Janie (1983)
- No Witnesses (1984)
- A Game for Fools (1984)
- Claire (1985)
- The Comeback (1985)
- Game Day (1985)
- Redmond's Shot (1985)
- Turk (1985)
- Small-Town Beat (1986)
- The Devlin Affair (1987)
- Double the Glory (1987)
- The Hitter (1987)
- Mudder (1987)
- Sixth Man (1987)
- Super Upset (1987)
- Death in Any Language (1987)
- Pension Plan (1987)
- Winners and Losers (1991)
- Cloak and Dagger (1991)
- Big-Top Tragedy (1998)
- Deadly Torrent (1998)
- Quake 8.1 (1998)

### Nouvelles
- La Tournée du pigeon, (The Live One)
  - Alfred Hitchcock magazine no 69, janvier 1967
- Retour à l'envoyeur, (The Short and Simple Annals)
  - Alfred Hitchcock magazine no 85, mai 1968
- À la fenêtre, (Center of Attention, 1968)
  - Alfred Hitchcock magazine no 87, juillet 1968
  - Histoires fascinantes, Pocket no 2366, 1986
- Licence pour l'au-delà, (Infinite License)
  - Alfred Hitchcock magazine no 92, janvier 1969
- Ils ne me retrouveront jamais
  - Alfred Hitchcock magazine no 96, mai 1969
- Le Pompiste, (Night Shift), signé Jaime Sandaval
  - Alfred Hitchcock magazine no 121, juin 1971
- Bon voyage !, (Bon voyage !), signé Jaime Sandaval
  - Alfred Hitchcock magazine no 135, août 1972
- La Planque, (Steak Out)
  - Thriller no 13, 1984
  - Black Label, L’Instant noir, 1987
- Une odyssée, (Odyssey)
  - Revue Association 813 no 8, juin 1984
- Pour l'amour de l'ar... gent, (Art for Money's Sake)
  - Histoires percutantes, Pocket no 2114, 1983
- L'Art et la Manière, (Martin for the Defense, 1971), signé Jaime Sandaval
  - Histoires qui virent au noir, Pocket no 2367, 1987
- C’est du joli !, (By Means Unlovely, 1985)
  - Histoires à dormir debout, Série noire no 2177, 1989
- Le Donneur, (The Donor, 1970)
  - Alfred Hitchcock magazine (2e série) no 11, octobre 1989
  - Le Dernier Plagiat, Club des Masques no 1005, 1992
- Trop jolie pour être honnête, (A casual Crime, 1966)
  - Alfred Hitchcock magazine (2e série) no 12, novembre 1989
  - Un plat qui se mange froid, Club des Masques no 1008, 1992

## Prix et distinctions

### Prix
- Prix Edgar-Allan-Poe 1971 du meilleur livre de poche original pour Flashpoint[3]